# Грязнов, Михаил Яковлевич
Михаил Яковлевич Грязнов (7 июля 1901, Екатериненштадт — 5 июня 1973, Москва) — генерал-майор ВС СССР (20 декабря 1942).

## Биография
Родился в 1901 году в селе Екатериненштадт Екатериненштадтской волости Николаевского уезда Самарской губернии. Русский. Из крестьян. Окончил Высшее начальное училище в Саратове (1916), кавалерийское отделение Киевской объединённой военной школы командиров РККА им. С. С. Каменева (1926-1928), пулемётное отделение стрелковых тактических курсов «Выстрел» (1930), основной факультет Военной академии им. М. В. Фрунзе (1933-1936).
В 1919 году добровольно вступил в РККА. Участник Гражданской войны на Южном и Уральском фронтах. Помощник командира, командир взвода, помощник командира роты 1-го стрелкового полка 4-й запасной бригады Донской области (август 1919 — март 1920), служил в органах военного снабжения Донской области, затем Кавказского фронта (март 1920 — январь 1921), завхоз, делопроизводитель в следующих частях: 1-м сводном батальоне особого назначения, 1-м кавалерийском эскадроне войск ЧОН Саратовской губернии, Покровского уезда, сводной коммунистической группе ЧОН, 2-м кавалерийском эскадроне войск ЧОН Покровского уезда (январь 1921 — апрель 1922), в том же эскадроне адъютант (апрель — август 1922), командир 8-го кавалерийского взвода ЧОН Покровского уезда (август 1922 — март 1923), затем уволен в бессрочный отпуск (март — декабрь 1923).
Командир взвода, квартирмейстер 95-го Волжского стрелкового полка 32-й Саратовской стрелковой дивизии (декабрь 1923 — март 1926), командир конного взвода той же дивизии (март — октябрь 1926). Член ВКП(б) с 1927 года. Казначей, командир пулемётного эскадрона 67-го кавалерийского полка (август 1928 — ноябрь 1930), преподаватель, командир пулемётного полуэскадрона Северо-Кавказской горских национальностей кавалерийской школы (ноябрь 1930 —май 1933). Начальник 2-го (разведывательного) отделения штаба 5-го кавалерийского корпуса, начальник группы контроля при Генштабе РККА (ноябрь 1936 — январь 1939). Находясь в правительственной командировке (по линии РУ РККА), командовал особой воинской частью № 8285 — Особая бригада НКО (январь 1939 — ноябрь 1940), которая занималась переброской грузов в Китай, в помощь этой стране. В распоряжении РУ Генштаба РККА с ноября 1940. «Предназначен в аппарат военного атташе».
Участник Великой Отечественной войны. Начальник 2-го управления ГРУ (до июня 1943), представлен в январе 1943 к награде «за отличную организацию транспортировки грузов в Китай ». Уполномоченный СВГК на Дальневосточном фронте (июнь — август 1943), начальник РО штаба Южного (август — декабрь 1943), 4-го Украинского (август 1943 — август 1945) фронтов. «Работая начальником Разведывательного отдела штаба Южного фронта хорошо организовал разведку в период подготовки наступательных операций, а также во время наступательных операций частей Южного фронта по освобождению Донбасса от немецких захватчиков» (из Наградного листа, 14.09.1943).
После войны — начальник РО штаба Прикарпатского (август 1945 — октябрь 1950), Дальневосточного (октябрь 1950 — июль 1953) ВО, начальник учебного отдела Высших академических курсов офицеров разведки (июль 1953 — июль 1954), и. д. начальника Центральных курсов усовершенствования офицеров разведки (июль 1954 —март 1955).
С марта 1955 в запасе.
Награждён орденом Ленина (1945), тремя орденами Красного Знамени (1923, 1944,1950), орденом Суворова II ст. (1945), Кутузова II ст. (1944), Отечественной войны I ст. (1943), Красной Звезды (1943), «Знак Почета» (1938), медалями.